# Sierra del Trigo
Sierra del Trigo är ett berg i Spanien.   Det ligger i provinsen Provincia de Jaén och regionen Andalusien, i den södra delen av landet, 300 km söder om huvudstaden Madrid. Toppen på Sierra del Trigo är 1 645 meter över havet, eller 140 meter över den omgivande terrängen. Bredden vid basen är 1,5 km.
Terrängen runt Sierra del Trigo är huvudsakligen kuperad.Runt Sierra del Trigo är det ganska glesbefolkat, med 38 invånare per kvadratkilometer. Närmaste större samhälle är Alcalá la Real, 17,3 km väster om Sierra del Trigo. Trakten runt Sierra del Trigo består till största delen av jordbruksmark.